# John H. Steele (Meereskundler)
John Hyslop Steele (* 15. November 1926 in Edinburgh, Vereinigtes Königreich; † 4. November 2013 in Falmouth, Massachusetts) war ein britischer Mathematiker und Meereskundler. Er leistete wichtige Beiträge zum wissenschaftlichen Verständnis der Dynamiken in maritimen Ökosystemen.

## Leben
John Steele wuchs in Edinburgh auf und ging nach seinem Schulabschluss ans University College London und studierte Mathematik. 1946 machte er dort seinen Abschluss.
Danach diente er von 1947 bis 1949 in der Royal Air Force und forschte am Royal Aircraft Establishment im Bereich der Luftfahrttechnik. Nach seinem Dienst arbeitete er im Marine-Labor für Fischereimanagement des Landwirtschafts- und Fischereiministeriums für Schottland in Aberdeen.
Ende der 1950er Jahre begann er seine Forschungen mit Kollegen der Woods Hole Oceanographic Institution (WHOI). Mit Charles S. Yentsch forschte er über die vertikale Verteilung von Plankton in Ozeanen. Er untersuchte sowohl kleine maritime Systeme, wie das Loch Ewe, um Rückschlüsse auf große Systeme zu ziehen, als auch riesige Mengen an Meeres-Daten mit Mitteln der Mathematik und Statistik.
1977 wurde er zum Direktor der WHOI gewählt und blieb es bis zu seinem Ruhestand 1989. Während seiner Zeit als Direktor wurde am 1. September 1985 das Wrack der Titanic von einem seiner Forscherteams unter Robert Ballard entdeckt, was weltweites Aufsehen erregte. Unter Steeles Führung spielte die WHOI eine zentrale Rolle in der Entwicklung von internationalen ozeanografischen Projekten, die die Rolle der Ozeane auf den Klimawechsel untersuchten.
Auch im Ruhestand arbeitete Steele weiterhin in der Forschung und saß in den Vorständen verschiedener Firmen und Organisationen, wie dem Bermuda Institute of Ocean Sciences, der Exxon Corporation und der Robert Wood Johnson Foundation.
John Steele veröffentlichte über 100 wissenschaftliche Schriften und sein 1974 erschienenes Buch The Structure of Marine Ecosystems gilt als Bibel der Ozeanographie.
Er war mit seiner Frau Evelyn 56 Jahre verheiratet und hatte mit ihr einen Sohn.

## Auszeichnungen (Auswahl)
- 1963: Aufnahme in die Royal Society of Edinburgh
- 1973: Alexander Agassiz Medal von der National Academy of Sciences
- 1978: Aufnahme in die Royal Society
- 1980: Aufnahme in die  American Academy of Arts and Sciences